# جيمس دبليو. هافيلاند
جيمس دبليو. هافيلاند (بالإنجليزية: James W. Haviland)‏ هو طبيب أمريكي، ولد في 18 يوليو 1911 في غلينز فولز في الولايات المتحدة، وتوفي في 14 نوفمبر 2007 في بريميرتون في الولايات المتحدة.